# グレート・ウェスタン鉄道3031形蒸気機関車
グレート・ウェスタン鉄道3031形蒸気機関車（グレート・ウェスタンてつどう3031がたじょうききかんしゃ）はディーン・シングル、またはアキレスクラスとよばれ、イギリスのグレート・ウェスタン鉄道（GWR）が製造したテンダー式蒸気機関車の1形式である。車軸配置は4-2-2。
1891年と1899年の間にウィリアム・ディーンが旅客列車のために製造した。本形式の最初の30両の機関車は、3001形の 2-2-2として製造された。
機関車の速度にもかかわらず、4-2-2の設計はすぐに時代遅れで、より近代的な運転には適さないことがわかっていた。ロングトラベルバルブを取り付けて性能を改善する提案は、実行不可能であることがわかった。チャーチワードは、クラスをアームストロングクラスとして再構築することを検討した。